# 可立糖
L-可立糖（英語：Colitose）是一种双脱氧糖，也称为“3-脱氧-L-岩藻糖”或“3,6-双脱氧-L-半乳糖”，存在于细菌中，是其脂多糖的组成成分之一。

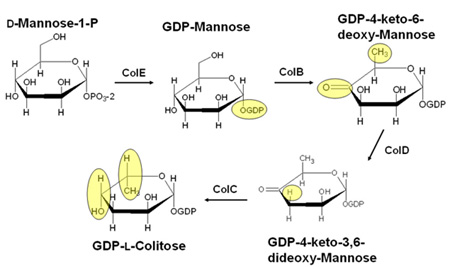
细菌中GDP-L-可立糖的生物合成